# Cardiophobie
Unter Cardiophobie, auch Kardiophobie (von altgriechisch καρδία kardía, deutsch ‚Herz‘, und φόβος phóbos, deutsch ‚Furcht‘), synonym Herzphobie, Herzneurose, Da-Costa-Syndrom oder Effort-Syndrom, versteht man die Angst, an einer bedrohlichen Herzerkrankung zu leiden oder einen Herzinfarkt zu erleiden. Diese Angst wird begleitet von vielfältigen funktionellen Störungen des Herz-Kreislauf- und Atemsystems.
Das Herzangst-Syndrom zählt zu den somatoformen Störungen und wird nach ICD-10 eingeteilt in die hypochondrische Störung (Herzangst, Herzphobie, Cardiophobie) und die somatoforme autonome Funktionsstörung (Herzneurose, Da-Costa-Syndrom, Effort-Syndrom).
Dabei sind die Symptome der vegetativen Erregung samt Ursachenattribuierung seitens des Betroffenen einem Organsystem (hier dem Herzen) zugeordnet. Ohne dass eine körperliche Grunderkrankung besteht, treten dabei anfallsweise elementare Angstzustände auf, in denen der Patient das sofortige Aussetzen der Herztätigkeit und den Tod befürchtet. Der Beginn erfolgt oft nach Art eines sympathicovasalen Anfalls.
Herzphobiker haben oft eine Ärzteodyssee mit vielen verschiedenen Untersuchungen (Ruhe-EKG, Belastungs-EKG, Herzkatheter etc.) hinter sich, bei der aber meist keine organischen Ursachen für eine Herzerkrankung gefunden werden. Es werden lediglich hoher oder niedriger Blutdruck und/oder ein schneller Puls diagnostiziert. Selbst bei körperlichem Wohlbefinden kreisen Gedanken und Aufmerksamkeit um die autonome und normalerweise unbemerkte eigene Herztätigkeit. Jeder Herzstich, jedes „Herzstolpern“, jeder Schmerz in der Brust wird als sehr unangenehm empfunden. Ein Herzinfarkt im sozialen Umfeld oder ein Bericht über Herzkrankheiten im Fernsehen können Auslöser für verschiedene Symptome von Herzkrankheiten sein.
Die Angst vor einem Herzstillstand oder einem Herzinfarkt führt zu Herzrasen und/oder schwankendem Blutdruck. Symptome und Angstreaktionen schaukeln sich gegenseitig hoch und können daher auch zu akuter Todesangst führen. Mit der Zeit kann sich „Angst vor der Angst“ (Phobophobie) entwickeln. Betroffen sind vor allem Menschen im 3. und 4. Lebensjahrzehnt mit einem Verhältnis Männer zu Frauen von 3:2.

## Ängstliches und hilfesuchendes Verhalten
Menschen mit Herzangst und ängstlichem Verhalten kontrollieren ihren Puls und Blutdruck meist häufig. Körperliche Anstrengung wird vermieden, um das Herz zu schonen. Der eigene körperliche Zustand wird regelmäßig analysiert (Geht es mir momentan gut? Schlägt mein Herz regelmäßig? Was könnte dieses kurze Ziehen in der Brust bedeuten?). Aktivitäten werden erst daraufhin überprüft, ob sie für das Herz gefährlich sein könnten. Fahrtstrecken mit dem Auto werden so gewählt, dass sie nicht durch einsame Gegenden führen und – soweit möglich – an vielen Krankenhäusern oder Arztpraxen vorbeiführen, damit im Notfall schnelle Hilfe gewährleistet ist. Nächtliches Fahren auf einer Autobahn wird zum Beispiel als sehr unangenehm empfunden, ebenso Ferienziele mit geringer oder nicht vorhandener ärztlicher Versorgung.
Menschen mit Herzangst tragen zur Sicherheit oft Telefonnummern wichtiger Ärzte, Krankenhäuser und Notrufnummern mit sich. Im sozialen Umfeld werden die Menschen leicht in die vermeintliche Herzkrankheit involviert. Wichtige Personen sollen im Notfall jederzeit erreichbar sein.
Mit der Zeit werden Fernsehsendungen oder Berichte über Herzerkrankungen entweder gemieden oder besonders interessiert aufgenommen.
Menschen mit Herzangst sind häufig Dauergäste in medizinischen Einrichtungen. Immer wieder werden Internisten, Kardiologen, Neurologen etc. aufgesucht, weil die Symptome (Herzrasen, Bluthochdruck etc.) immer wieder auftreten. In Gegenwart eines Arztes geht es den Betroffenen in vielen Fällen sofort besser.

## Vermeidungsverhalten
Hat eine Person mit Herzangst z. B. bei einem Kinobesuch Herzrasen, so wird sie wahrscheinlich künftig jedes Kino meiden. Alleine der Gedanke an ein Kino kann körperliche Symptome auslösen, die wieder einer Herzerkrankung ähneln. Mit der Zeit werden konsequent alle Orte gemieden, die Schauplatz körperlicher Beschwerden waren und somit angstbelegt sind. Angstbelegt können auch Orte sein, die eine schnelle Hilfe im Notfall unmöglich machen. Deshalb werden diese Orte mit der Zeit und je größer die „Angst vor der Angst“ ist, ebenfalls gemieden. Die Folge ist oft eine soziale Abkapselung und Vereinsamung. Mit der Zeit wird es für diese Personen immer schwieriger, das tägliche Leben zu bewältigen. Körperliche Anstrengungen werden vermieden.

## Die Angst vor der Angst
Menschen mit Herzangst entwickeln sehr schnell Angst vor der Angst (Phobophobie). Durch die genaue Selbstbeobachtung, die Sorge um das Herz und die Befürchtung, an einer Herzerkrankung zu leiden, ist der Körper in einem permanenten Alarmzustand, auch wenn es der Person nicht bewusst ist. Schon Kleinigkeiten (ein lauter Knall, eine Erkältung, nervliche Anspannung etc.) reichen aus, um den Kreislauf der Angst in Gang zu setzen. Es treten körperliche Symptome auf, die als bedrohlich empfunden werden und Angst oder Panik auslösen. Angst und Panik führen dazu, dass die Symptome sich verstärken.
Durch Herzangst können Panikattacken ausgelöst werden, Panikattacken dagegen können sich auch in einer Herzphobie manifestieren.

## Symptome
- starkes Schwitzen, oft am ganzen Körper
- Tachykardie, Herzstiche, Herzrhythmusstörungen („Herzstolpern“ und „Aussetzer“)
- Todesangst
- Kurzfristig erhöhter Blutdruck, stark erhöhter Puls, Zittern der Hände
- Übelkeit, Schwindel, „weiche Knie“, Atemnot, Hyperventilation
- Schmerzen in der Herzgegend und in der Brust, die oft auch in den linken Arm ausstrahlen oder sogar in den Rücken
- Druck- und/oder Engegefühl in der Brust, das Gefühl, eine stählerne Klammer hat sich um den gesamten Brustkorb gelegt, auch in den Hals, Unterkiefer und in den Magen ausstrahlend[8]

Herzneurotiker haben im Gegensatz zu anderen Phobikern das Problem, ihrer Angst nicht ausweichen zu können, da der Gegenstand ihrer Angst das eigene Herz ist und nicht nur an ein spezielles Ereignis oder einen speziellen Ort gebunden ist (wie z. B. Angst vor Menschenmassen oder Angst vor der Höhe).
Bei Verdacht auf Herzangst müssen zunächst alle möglichen körperlichen Ursachen bei einem Kardiologen oder Internisten differenzialdiagnostisch ausgeschlossen (Ausschlussdiagnose) werden.

## Therapie
- Im akuten Zustand reicht häufig schon die Anwesenheit und das Gespräch mit einem Arzt zur Sedierung. Ansonsten sind Tranquilizer[9] (allerdings wegen der Suchtgefahr nur vorübergehend und bei stark ausgeprägter Symptomatik[10]) oder Betarezeptorenblocker indiziert. Neuroleptika und Antidepressiva, welche die Herzfrequenz und damit die Angst steigern können, sind nicht angebracht.
- Entscheidend ist jedoch eine möglichst rasch einsetzende Psychotherapie. Hier hat sich besonders die Verhaltenstherapie bei Herzphobien bewährt. Die Bearbeitung der Veranlassung und der Konfliktsituation gleich nach dem ersten Angstanfall kann in manchen Fällen eine weitere phobische Entwicklung aufhalten. Später ist die Behandlung schwieriger und zeitaufwendiger.